# Along the Shore
Along the Shore (englisch für An der Küste entlang) ist ein englischsprachiger Schlager, der von Bert Kaempfert geschrieben und 1965 von Freddy Quinn veröffentlicht wurde.

## Schallplattenhüllen
Auf der Schallplattenhülle ist ein Kopfbild-Porträt von Freddy Quinn zu sehen, das als Schwarzweißfotografie aufgenommen ist. Rechts vom Bild ist in schwarzer Schrift „Freddy Quinn“ und „Spanish Eyes“ geschrieben und in grauer Schrift „englisch The International Singing Sensation“, „englisch Sings in Enlish His First Hits in America“, „& Along the Shore“ sowie der Label-Name „4 Corners of the World“. Bei der südafrikanischen Veröffentlichung wurde ein anderes Schwarzweißfoto von Freddy Quinn veröffentlicht, in roter Schrift ist der Schriftzug „FREDDY“ zu lesen. Das Foto ist auf beiden Seiten der Schallplattenhülle angebracht, auf jeder Seite steht rechts neben seinem Kopf in roter Schrift der jeweilige Liedtitel.

## Entstehung
Bei der Gesellschaft für musikalische Aufführungs- und mechanische Vervielfältigungsrechte sind als Komponist und Textdichter Bert Kaempfert und Stanley J. Kahan eingetragen. Als Originalvertrag fungiert die Bert Kaempfert Music Publishing GMBH.

## Veröffentlichung
Along the Shore wurde 1965 als B-Seite der Single Spanish Eyes veröffentlicht.
In den Vereinigten Staaten wurde die Single unter dem Musiklabel 4 Corners of the World (Nummer: FC 4 126) veröffentlicht. Die Single erschien auch als Promo-Tonträger. Am 14. März 1965 wurde die Single im Vereinigten Königreich als Test-Single veröffentlicht. Diese Veröffentlichung geschah im Musiklabel Polydor und der Nummer 59 016.
Die Single wurde zudem in Südafrika veröffentlicht, wobei Along the Shore hierbei auf der A-Seite und Spanish Eyes auf der B-Seite war. Diese Veröffentlichung geschah unter der Polydor-Nummer PD.7 8977 bzw. PD.78977.
2000 erschien das Lied auf der Kompilation Fernweh und Sehnsucht, das als Achtfachalbum auf Compact Disc im Musiklabel Bear Family Records unter der Nummer BCD 15586 HI erschien.